# 2010年代
2010年代（にせんじゅうねんだい）は、西暦（グレゴリオ暦）2010年から2019年までの10年間を指す十年紀。この項目では、国際的な視点に基づいた2010年代について記載する。

## できごと

### 2010年
- 1月4日 - ドバイに高さ世界一（829.8m）の超高層ビル、ブルジュ・ハリファが開業した[1]。
- 1月12日 - ハイチ地震が起こる。
- 2月13日〜28日 - バンクーバーオリンピック（第21回冬季オリンピック）開催。
- 2月27日 - チリ地震が起こる。
- 3月12日〜21日 - バンクーバーパラリンピック（第10回冬季パラリンピック）開催。
- 5月1日〜10月31日 - 上海で万博開催。
- 6月11日〜7月11日 - FIFAワールドカップ南アフリカ大会開催。
- 6月13日 - 日本の小惑星探査機「はやぶさ」が小惑星イトカワから地球へ帰還。
- 9月27日 - 北朝鮮は現指導者・金正日総書記の三男である金正恩を、最高指導者の後継者にすると発表。
- 12月18日 - チュニジアで暴動が発生し次第に大規模な反政府運動に発展、翌年の1月14日には23年間続いたベンアリ政権が崩壊した（ジャスミン革命）。以後、長期政権に対する大規模な反政府運動はアラブ世界の各国に波及する（アラブの春）。
- ギリシャ経済危機に端を発する欧州ソブリン（債務）危機。

### 2011年
- 2月3日 - IANAの管理するIPv4アドレスが枯渇した（IPアドレス枯渇問題）。
- 2月11日 - 30年間続いたエジプトのムバラク政権が崩壊した（2011年エジプト騒乱、アラブの春）。
- 2月15日 - リビアで拘禁されている人権活動家弁護士の釈放を求めるデモが発生、以後大規模な反政府運動に拡大。カダフィ大佐は徹底抗戦に挑み、後にリビアを二分する内紛に発展、さらに米英仏などによる軍事介入にも進展する（2011年リビア内戦、アラブの春）。
- 3月11日 - 日本で東北地方太平洋沖地震（Mw 9.0/東日本大震災）が発生。また、地震による巨大津波の影響で福島第一原子力発電所事故も引き起こされている。
- 4月15日 - アジア・太平洋地域を管轄しているAPNICのIPv4アドレス在庫が地域インターネットレジストリ (RIR) の中で最初に枯渇した（IPアドレス枯渇問題）。
- 5月2日 - アメリカ同時多発テロ事件の主犯とされるウサーマ・ビン・ラーディンがアメリカ軍により殺害される。
- 7月17日 - FIFA女子ワールドカップドイツ大会が開催され、日本女子代表、なでしこジャパンがサッカーの世界選手権では男女を通じて史上初めてアジアのチームが優勝するという快挙を成し遂げた。
- 7月24日 - 日本で全国のアナログ放送が正午に終了（地デジ化完了）[注 1]。
- 8月23日 - 内戦状態となっていたリビアで、反体制派組織「国民評議会」の攻勢により首都トリポリが制圧され、40年以上続いたカダフィ政権が事実上崩壊した。10月20日には残るシルトを制圧して国民評議会が全土を掌握、その際にカダフィも死去（2011年リビア内戦、アラブの春）。
- 8月26日〜9月4日 - IAAF世界陸上大邱大会開催。
- 9月9日〜10月23日 - IRBワールドカップニュージーランド大会開催。
- 10月31日 - 国連の推計で世界人口が70億人に達する[2]。同日、外国為替市場で円相場が1ドル=75円32銭を付け、円の戦後最高値を記録。
- 11月23日 - イエメンのサーレハ大統領がサウジアラビアのリヤドにて、30日以内の大統領権限の委譲などが盛り込まれた湾岸協力会議 (GCC)・欧米による調停案に署名。翌年の2月21日には暫定大統領選挙（任期2年）が実施され、ハーディー新大統領が誕生した。アラブ世界では2011年に入り、4例目の長期政権の終幕となる（2011年イエメン騒乱、アラブの春）。
- 12月17日 - 北朝鮮の最高指導者である金正日が死去。後継は三男の金正恩。

### 2012年
- 4月13日 - 北朝鮮が「人工衛星」と称する飛翔体を発射し、失敗に終わった。
- 4月15日 - 金日成生誕100周年を迎え、北朝鮮で祝賀行事が行われる。同国ではこの年までに「強盛大国の大門を開く」というスローガンを掲げていた。
- 5月6日 - フランスの大統領選挙で社会党出身としては17年ぶりとなるオランド大統領が当選。また、同日にはギリシャでも議会選挙が行われ、反財政緊縮派の急進左派連合が躍進し連立与党が過半数割れとなった。これにより、ユーロ安が優勢となった。共に財政緊縮路線にノーが突きつけられた格好。
- 5月20日 - 中国南部、日本列島、アメリカ合衆国西部などで金環食（日本時間では5月21日）。詳細は「2012年5月21日の日食」参照。
- 6月1日 - 欧州債務危機によりユーロが一時、11年半ぶりの円高ユーロ安水準となる1ユーロ=95円58銭を記録。対ドルでも円高が進み、1ドル=77円66銭を記録した。
- 7月4日 - 欧州原子核研究機構 (CERN) が標準理論における最後の未発見素粒子、ヒッグス粒子を発見した（確定は翌年）。この素粒子は物質が質量を持つに至った原因に大きく関わっているとされる。
- 7月24日 - 欧州債務危機によりユーロがまた急落し、一時140年ぶりの円高ユーロ水準となる1ユーロ=94円12銭を記録。
- 7月27日〜8月12日 - ロンドンオリンピック（第30回夏季オリンピック）開催。
- 8月29日〜9月9日 - ロンドンパラリンピック（第14回夏季パラリンピック）開催。
- 12月12日 - 北朝鮮が「人工衛星」と称する飛翔体を発射し、軌道投入に成功した。
- 12月28日 - 木村次郎右衛門が115歳253日で歴代男性史上最高齢となる。
- 前年から続いていたシリアにおける騒乱はアサド政権と反政権側の対立（内戦状態）に加え、アルカイーダ系組織らの介入やイスラム教における宗派対立にも波及するなど、泥沼化の様相を呈している（シリア内戦、アラブの春）。

### 2013年
- 2月15日 - ロシアのチェリャビンスク州に隕石が落下。衝撃波により窓ガラスが割れるなどして約1500人が負傷した（2013年チェリャビンスク州の隕石落下）。
- 3月16日 - 「リーヒ・スミス米国発明法案」の施行により、アメリカの特許制度において特許の出願が先発明主義から先願主義へと切り替わる。これ以降の有効出願日を有した特許出願に適用される。
- 太陽活動の極大期がこの年の半ば頃になると予測されており、約50年振りの太陽嵐の発生とそれに伴うGPSの破壊、数箇月間の停電も懸念されていた[3]。しかし、通常の極大期に比して黒点の数が少なく太陽活動は低調に推移している[4]。

### 2014年
- 2月7日〜23日 - ソチオリンピック（第22回冬季オリンピック）開催。
- 3月7日〜16日 - ソチパラリンピック（第11回冬季パラリンピック）開催。
- 3月18日 - ロシアによるクリミアの併合
- 6月12日〜7月13日 - ブラジルで2014 FIFAワールドカップ開催。
- 6月29日 - シリアとイラクで活動する元アルカイーダ系のサラフィー・ジハード主義（イスラーム過激派）組織ISIL (IS) がイスラム国家の樹立を一方的に宣言。同組織は前述のシリア内戦に乗じてこれまで勢力を拡大してきたが、イラクの複数の都市を制圧下に置くなど二国間を跨いで勢力範囲の拡大を続けており、地域情勢が深刻化している。
- 8月8日
  - アメリカ軍がISIL (IS) に対して空爆作戦を開始。この時点ではイラク国内における拠点施設などへの攻撃に限定されていたが、翌月にはシリア国内の拠点施設などに対しても空爆を開始している。
  - 世界保健機関 (WHO) は、西アフリカにおけるエボラ出血熱の流行が「国際的に懸念される公衆衛生上の緊急事態」であると宣言した。しかしその後も感染者は増え続けており、10月には感染者が1万人を突破、死者数も5000人に迫るなど、過去最大の流行であると共に深刻な事態となっている（2014年の西アフリカエボラ出血熱流行）。
- 9月19日〜10月4日 - 仁川アジア大会開催された。
- 11月3日 - 2001年の9.11アメリカ同時多発テロによって崩落した世界貿易センタービル跡地に、高さ約541mの「1_ワールドトレードセンター（英語: One World Trade Center / 1 WTC）」が完成。

### 2015年
- 6月26日 - 合衆国最高裁判所の判決（オーバーグフェル対ホッジス裁判）により、アメリカ合衆国の全州で同性結婚が合法化された。
- 7月14日 - NASAが2006年に打ち上げた初の冥王星無人探査機ニュー・ホライズンズが冥王星に最接近。
- 9月24日 - 北米エリアを管轄する地域インターネットレジストリ (RIR) のARINはIPv4アドレスのストックが枯渇したと発表。
- 国連が2000年に採択した国連ミレニアム宣言をもとに取りまとめたミレニアム開発目標 (MDGs) の達成目標年。この目標は2030年に向けて新たに策定された持続可能な開発目標 (SDGs) に継承された。

### 2016年
- 4月14日・16日 - 日本で熊本地震が発生。気象庁震度階級で初めて最大震度7の地震が2回起きた。
- 6月23日 - イギリスでEU離脱の是非を問う国民投票が実施され、EUからの離脱（ブレグジット）が決まった。
- 8月5日〜21日 - リオデジャネイロオリンピック（第31回夏季オリンピック）開催。南米大陸で初開催となる。
- 9月7日〜18日 - リオデジャネイロパラリンピック（第15回夏季パラリンピック）開催。

### 2017年
- 1月20日 - バラク・オバマがアメリカ合衆国大統領任期満了。ドナルド・トランプが大統領就任式典にて第45代アメリカ合衆国大統領に就任。
- 2月13日 - 金正男がマレーシアで殺害される。
- 5月7日 - 2017年フランス大統領選挙、エマニュエル・マクロン候補とマリーヌ・ル・ペン候補の上位2名による決選投票が行われ、マクロン候補当選。
- 5月9日 - 朴槿恵・前大統領の罷免に伴う大韓民国第19代大統領選挙で共に民主党の文在寅候補が大勝。
- 5月22日 - マンチェスター・アリーナに於ける爆発物事件。
- 8月 - ミャンマーでロヒンギャ迫害問題が激化。
- 9月3日 - 北朝鮮が６度目の核実験を行ったと日本政府が断定。
- 9月19日 - メキシコ中部地震。
- 10月1日 - 2017年ラスベガス・ストリップ銃乱射事件で58人死亡。
- 10月1日 - 2017年カタルーニャ独立住民投票。独立賛成９割超。
- 10月5日 - ノーベル文学賞をカズオ・イシグロに贈ると発表。

### 2018年
- 2月9日〜2月25日 - 平昌オリンピック（第23回冬季オリンピック）開催。
- 3月9日〜3月18日 - 平昌パラリンピック（第12回冬季パラリンピック）開催。
- 4月21日 - 世界最高齢者の田島ナビ（1900年生まれ）が逝去し、確実な証拠のある19世紀生まれは全員逝去した[5]。
- 6月14日〜7月15日 - ロシアで2018 FIFAワールドカップ開催。
- 6月28日〜7月8日 - 日本で平成30年7月豪雨（西日本豪雨）が発生。
- 9月6日 - 日本で北海道胆振東部地震が発生。この地震の影響で、日本国内では初となる地域単位でのブラックアウト（発送電システムの全系崩壊による大規模停電）も引き起こされた。

### 2019年
- 4月30日をもって日本の第125代天皇・明仁が退位し、5月1日から第126代新天皇・徳仁が即位。同日から元号が平成から令和に改元された。
- 7月18日 - 日本で京都アニメーション放火殺人事件が発生。
- 8月24日〜26日 - G7主要国首脳会議（通称：サミット）がフランス・ビアリッツで開催された。
- 世界各国で第5世代移動通信システム (5G) がサービスイン。
- ドイツ駐留イギリス軍 (British Forces Germany, BFG) が完全撤退した。

## イベント・行事

### 国際の十年
- 国連生物多様性の10年（International Decade for Biodiversity, 2011年 - 2020年）

## 世相と文化

### 社会
- アラブの春により長期独裁政権が崩壊するなど中東の政治情勢に変動が起きたが、その後イスラム過激派組織の「ISIL」などが台頭し、欧州には難民が大量に流入。イスラム過激派によるテロも多発した。
- エボラ出血熱（西アフリカにおける流行）や中東呼吸器症候群 (MERS) といった新興感染症がエピデミックを起こした。
- 福島第一原子力発電所事故の影響で原子力発電推進の動きが沈静化。一方で、太陽光発電や風力発電などの再生可能エネルギーが世界各地で爆発的に普及し、主力電源になりつつある。
- 2000年代よりヨーロッパを中心として同性結婚容認の流れが広がっていたが、2010年代に入ると南米やニュージーランドでも同性結婚が認められ、さらに一部の州で容認の流れが広がっていたアメリカ合衆国でも2015年6月に合衆国最高裁判所が“全ての州での同性結婚を認める判決”を下したことで（オーバーグフェル対ホッジス裁判）、全州で認められることとなった（北米ではカナダに続いて2国目）。
- 中国共産党では中央委員会総書記（中国最高指導者の役職）が胡錦涛から習近平に変わり、2014年香港反政府デモや2019年-2020年香港民主化デモなどを強権で押さえつけた。
- ドナルド・トランプ政権発足後の米中貿易戦争の影響で生産拠点をベトナムやタイなど東南アジアへ移転する企業が増えた[6]。

### コンピュータとインターネット
- スマートフォンの普及により、無線通信によるデータ通信容量が爆発的に増大した。これにより移動体通信の主要な方式が、従来の第2世代移動通信システム (2G)であるGSMなどに代わり第4世代移動通信システム (4G) であるLTE-Advancedへと移行した。
  - スマートフォンの普及により、Google Play、Apple App Store、Microsoft Storeなどのアプリストアと共にスマートフォンアプリ市場が伸長した。
- SNSを含むソーシャルメディアは、2010年代にスマートフォンアプリを通して注目を集めた。WhatsApp、Pinterest、Instagram、Snapchat、Tinder、Vine、TikTokなどがリリースされ、2000年代にリリースされたFacebookとTwitterは依然として世界で人気のあるソーシャルメディアであった。
- 動画共有サービスのYouTubeに、オリジナル動画を継続的に投稿し広告収入を得る人らを指したYouTuberという言葉が2010年代半ば頃から広まった。

### コンピュータゲーム
- バーチャル・リアリティ技術の進歩により、PlayStation VR、Oculus Rift、HTC Viveなどのヘッドセットが登場した。
- テレビゲーム市場では2000年代後半〜2010年代前半にかけて（第7世代）、任天堂が一歩リードしマイクロソフトとソニー・コンピュータエンタテインメント (SCEI) が追従する三つ巴の争いとなっていたが、2010年代半ば（第8世代）になると SCEI（現：ソニー・インタラクティブエンタテインメント (SIE)）の「PlayStation 4」が、二世代ぶりに他社ハードの販売台数を大きく引き離してリードしている[7]。その後、2010年代後半には任天堂が据置機と携帯型ゲーム機のハイブリッド型である「Nintendo Switch」を、他社の次世代機（第9世代）より数年先行して発売した。
- スマートフォンの普及を背景にアプリゲームが急増し、2019年にはクラウドゲームサービスのGoogle StadiaやApple Arcadeも登場している。

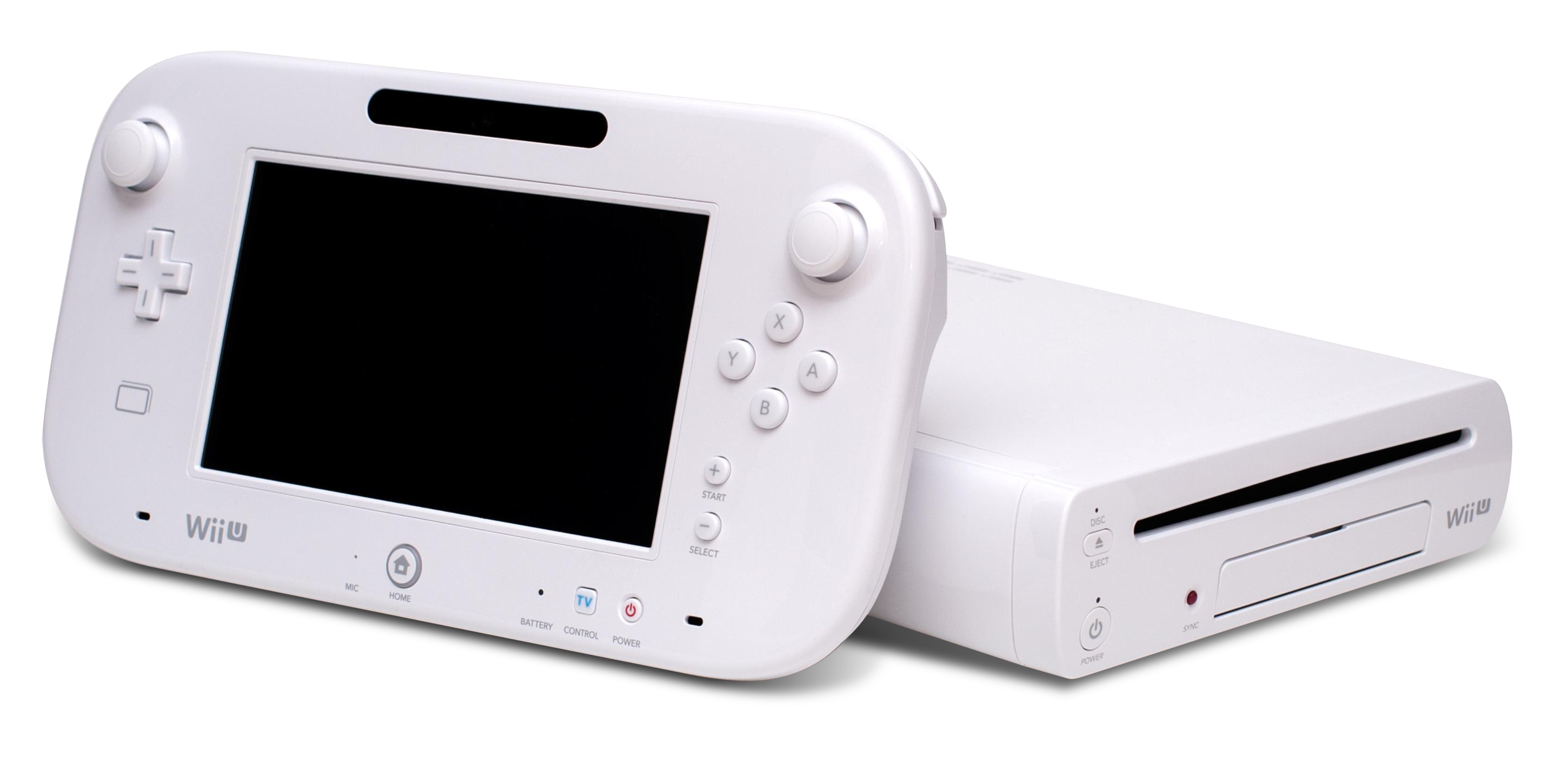
Wii U
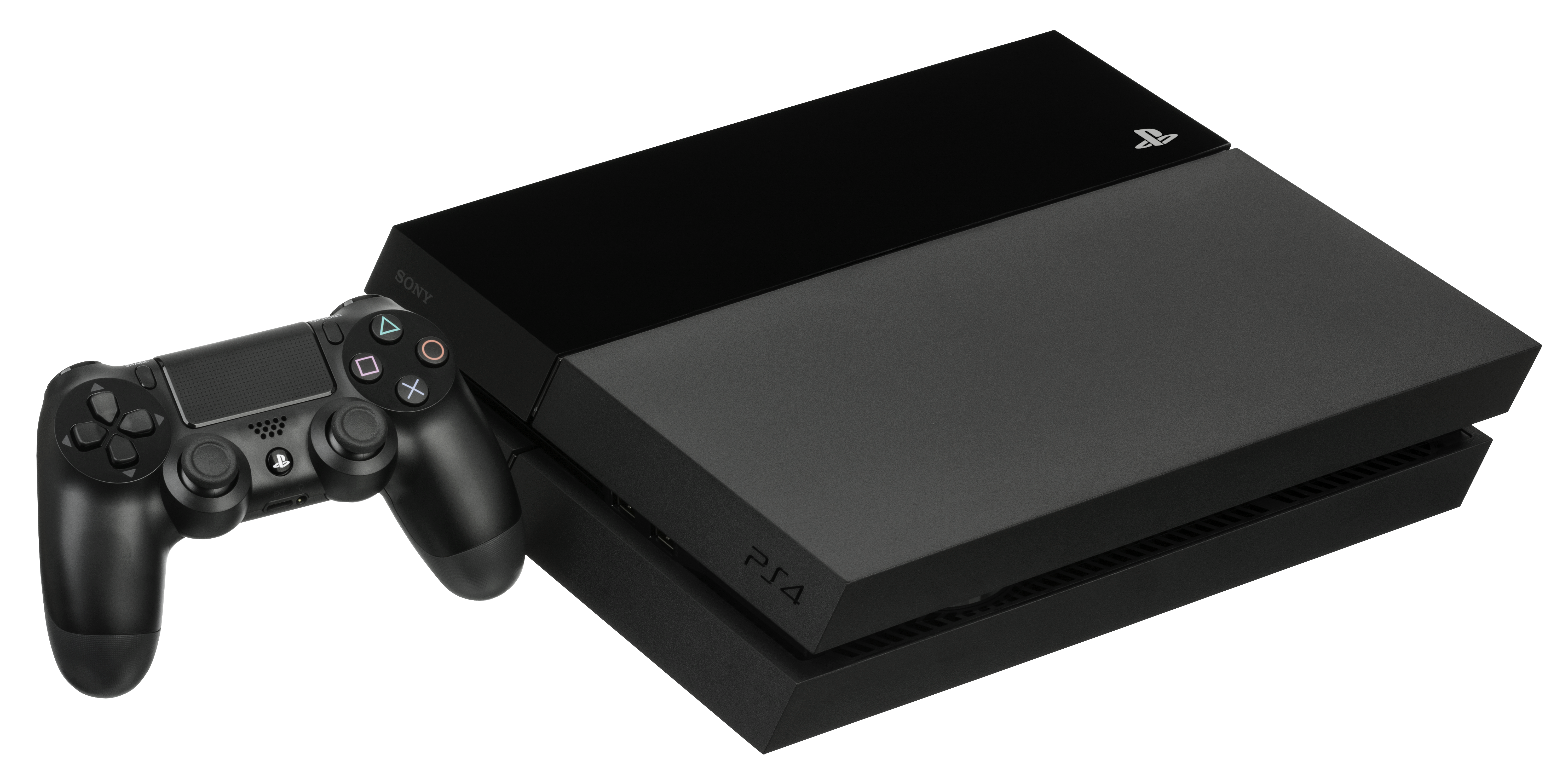
PlayStation 4
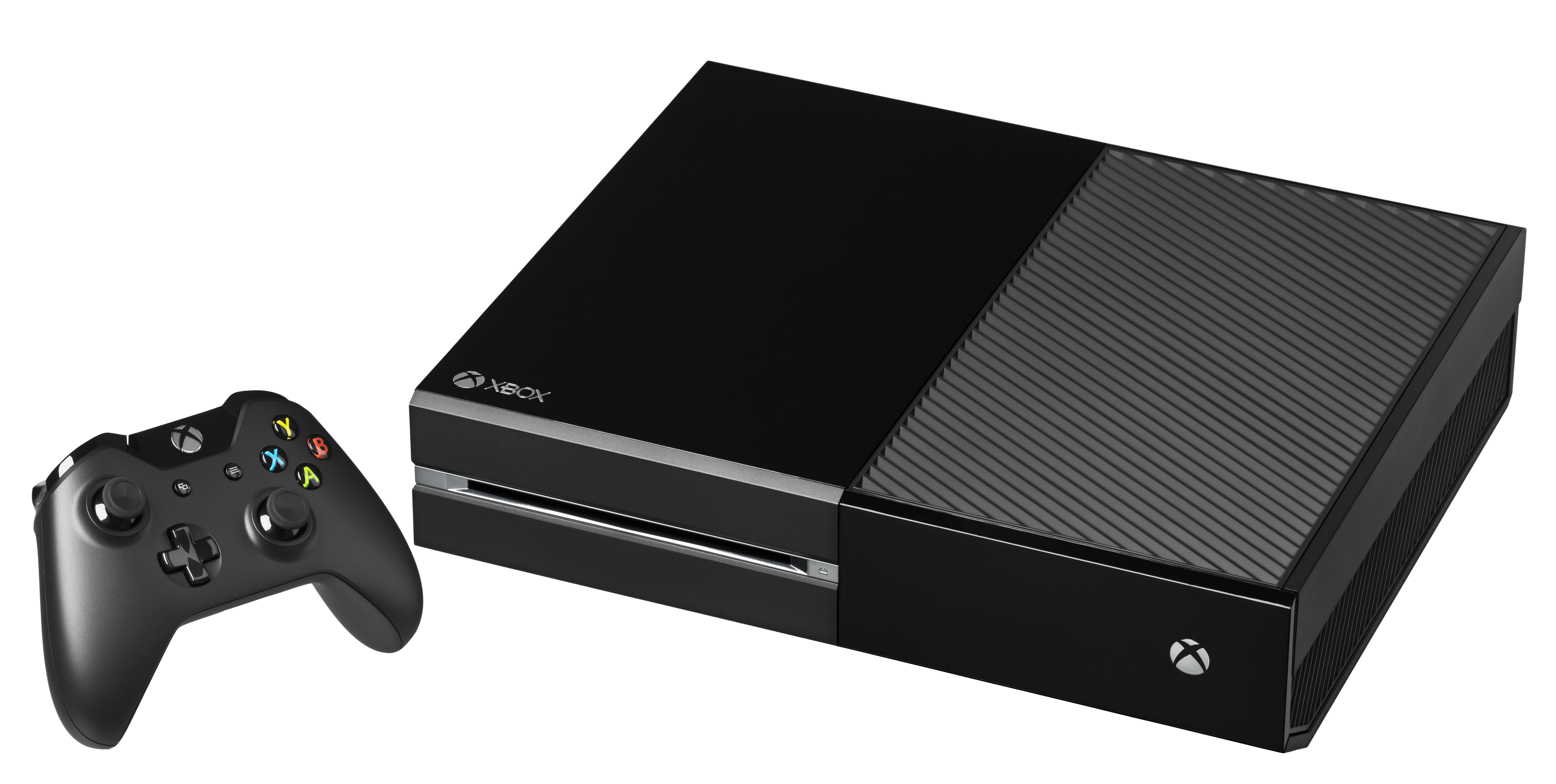
Xbox One
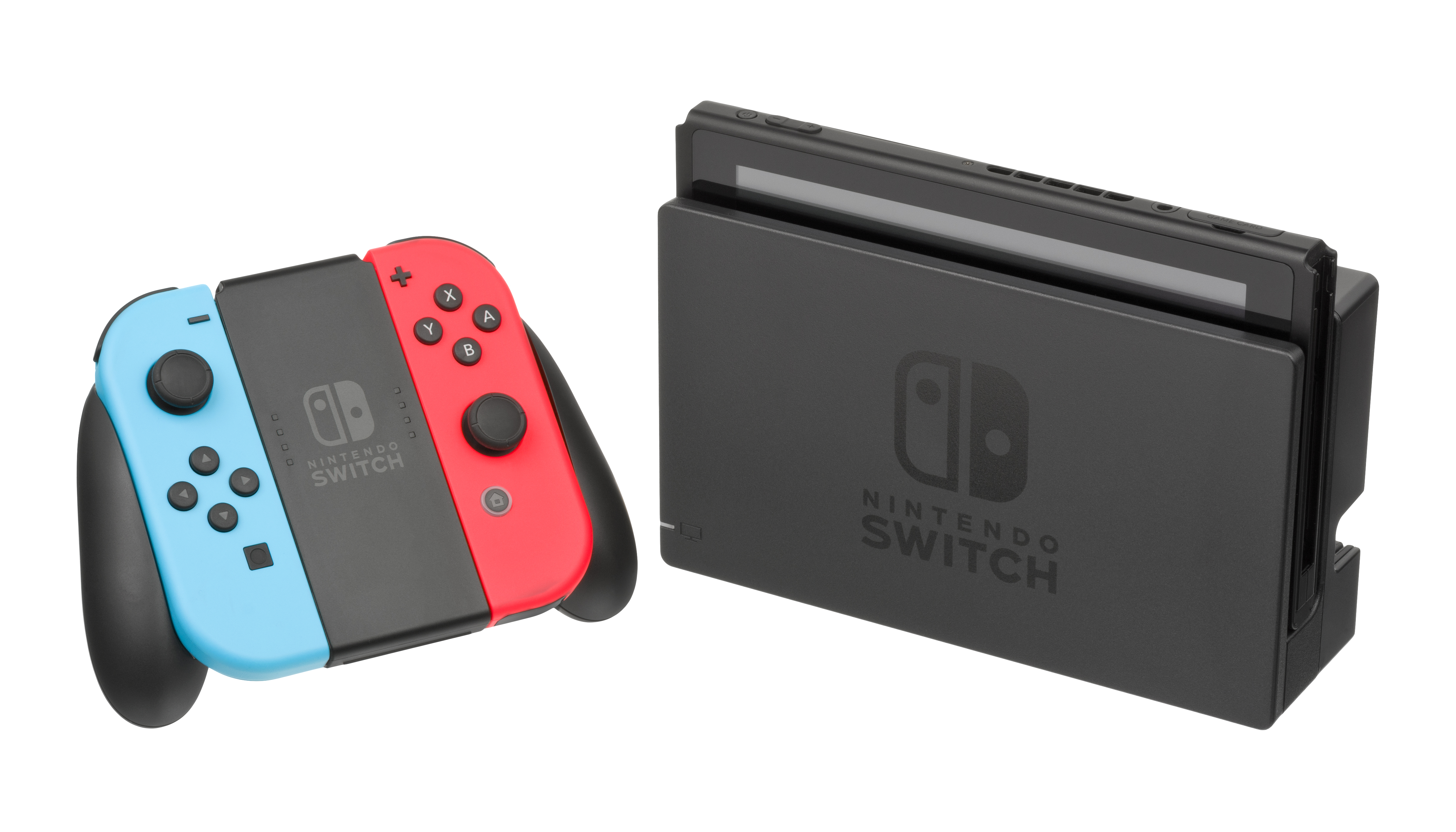
Nintendo Switch
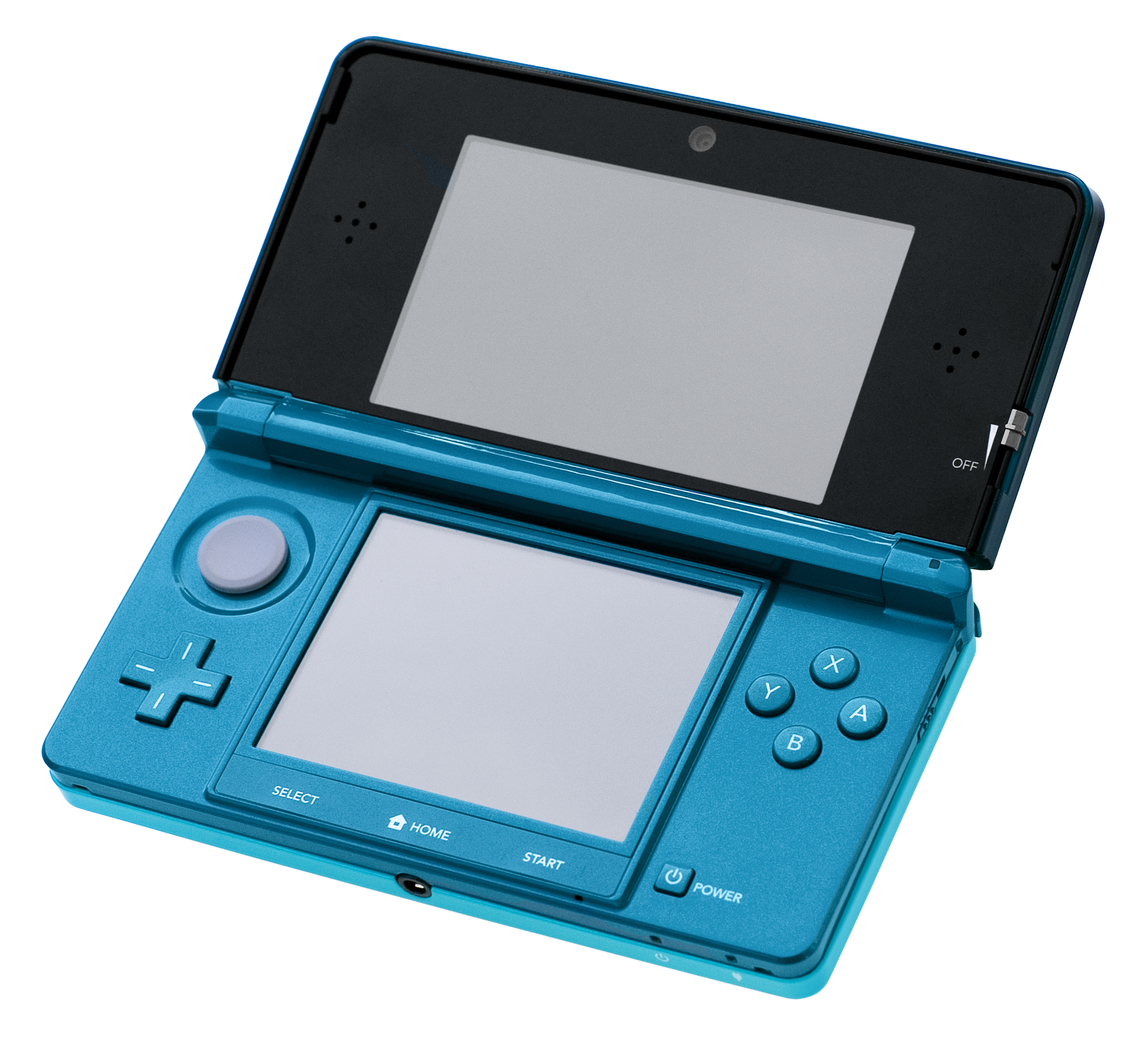
Nintendo 3DS
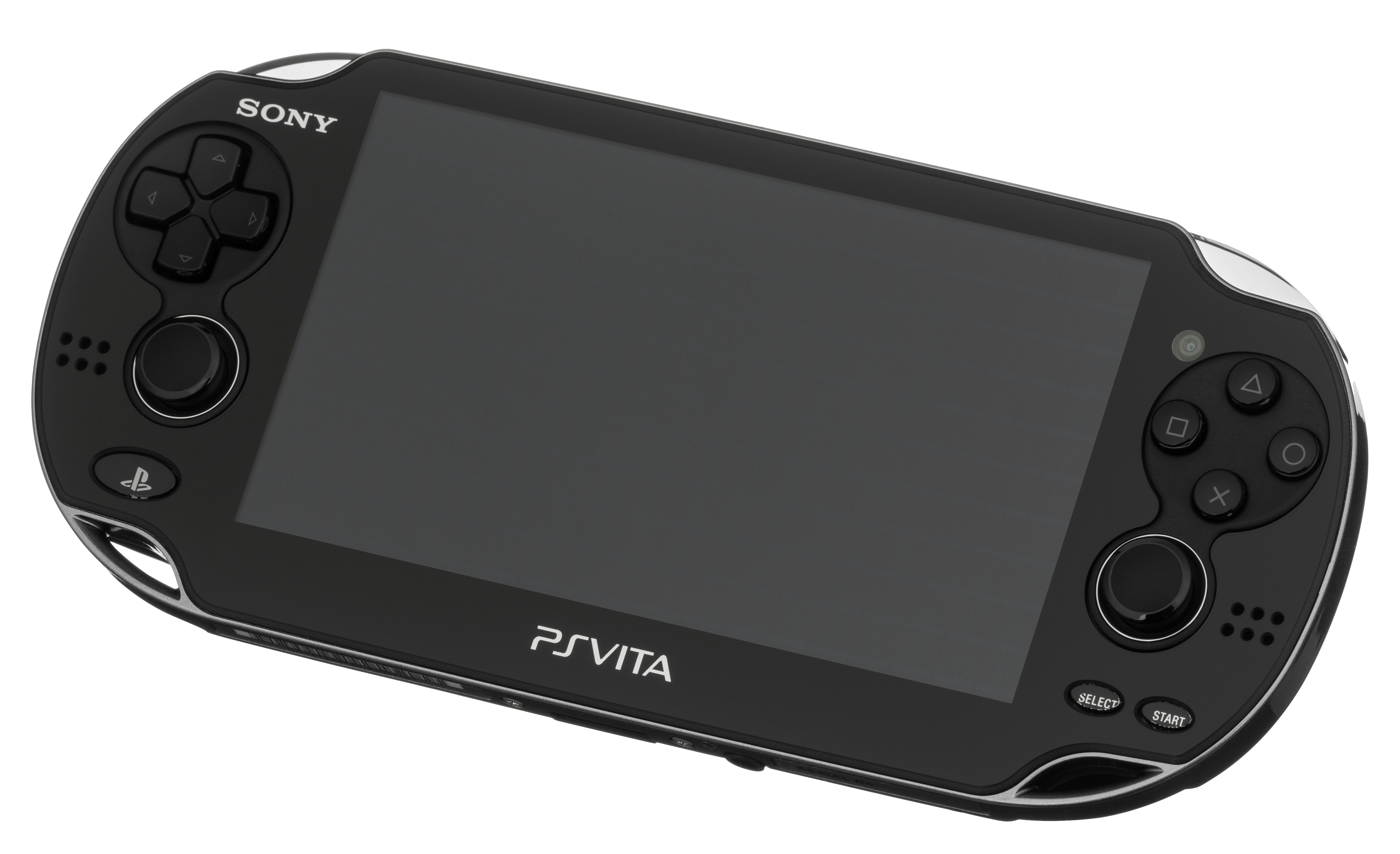
PlayStation-Vita
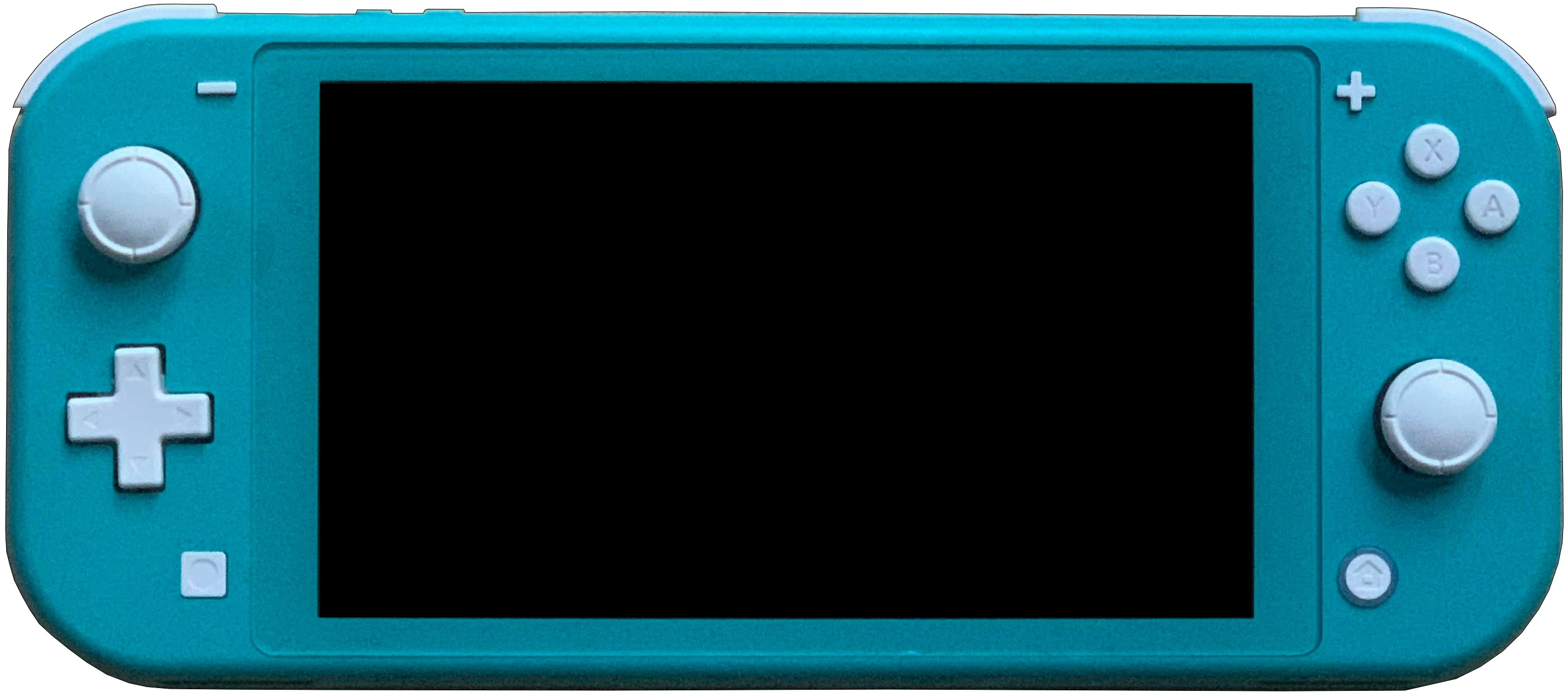
Nintendo Switch Lite

### 建築
超高層建築物・構築物
- ブルジュ・ハリファ（ドバイ、高さ世界一〈829.8m〉の超高層ビル）
- 上海中心（中国、世界で二番目に高い〈632m〉超高層ビル）
- 東京スカイツリー（日本、高さ世界一〈634m〉の電波塔）

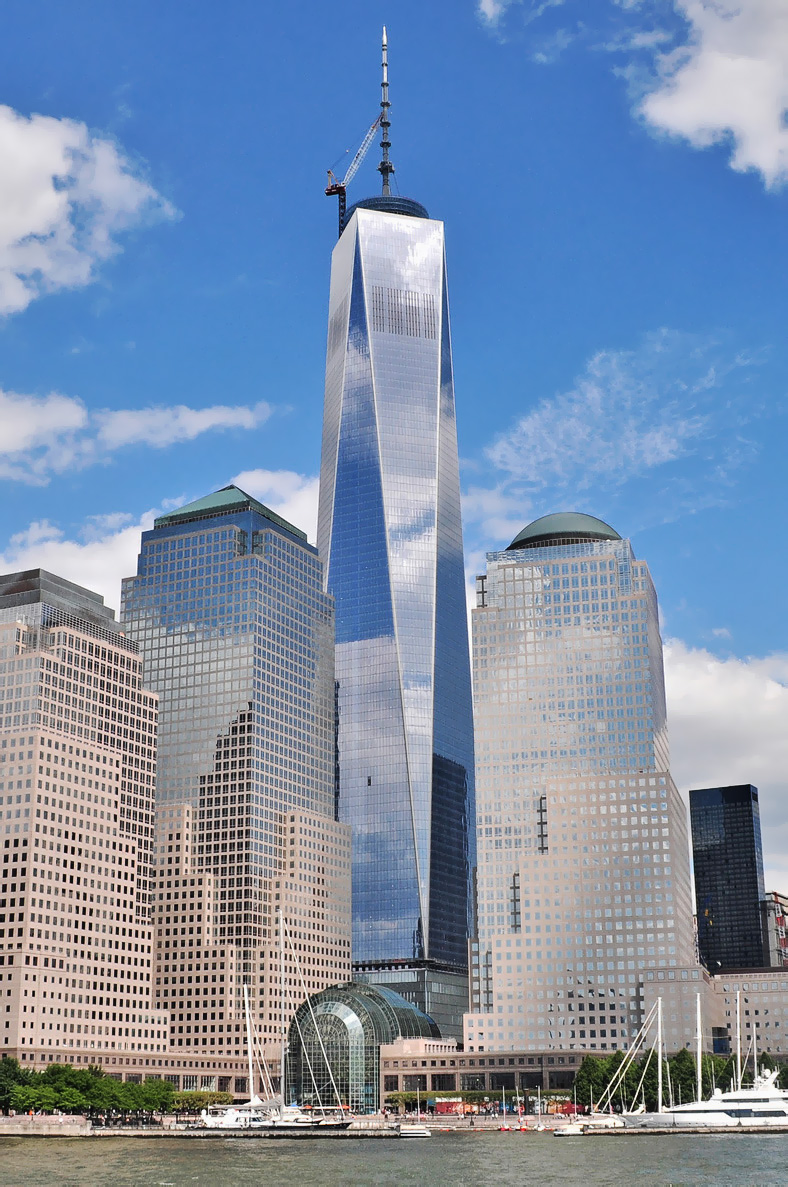
1 ワールドトレードセンター（ニューヨーク)
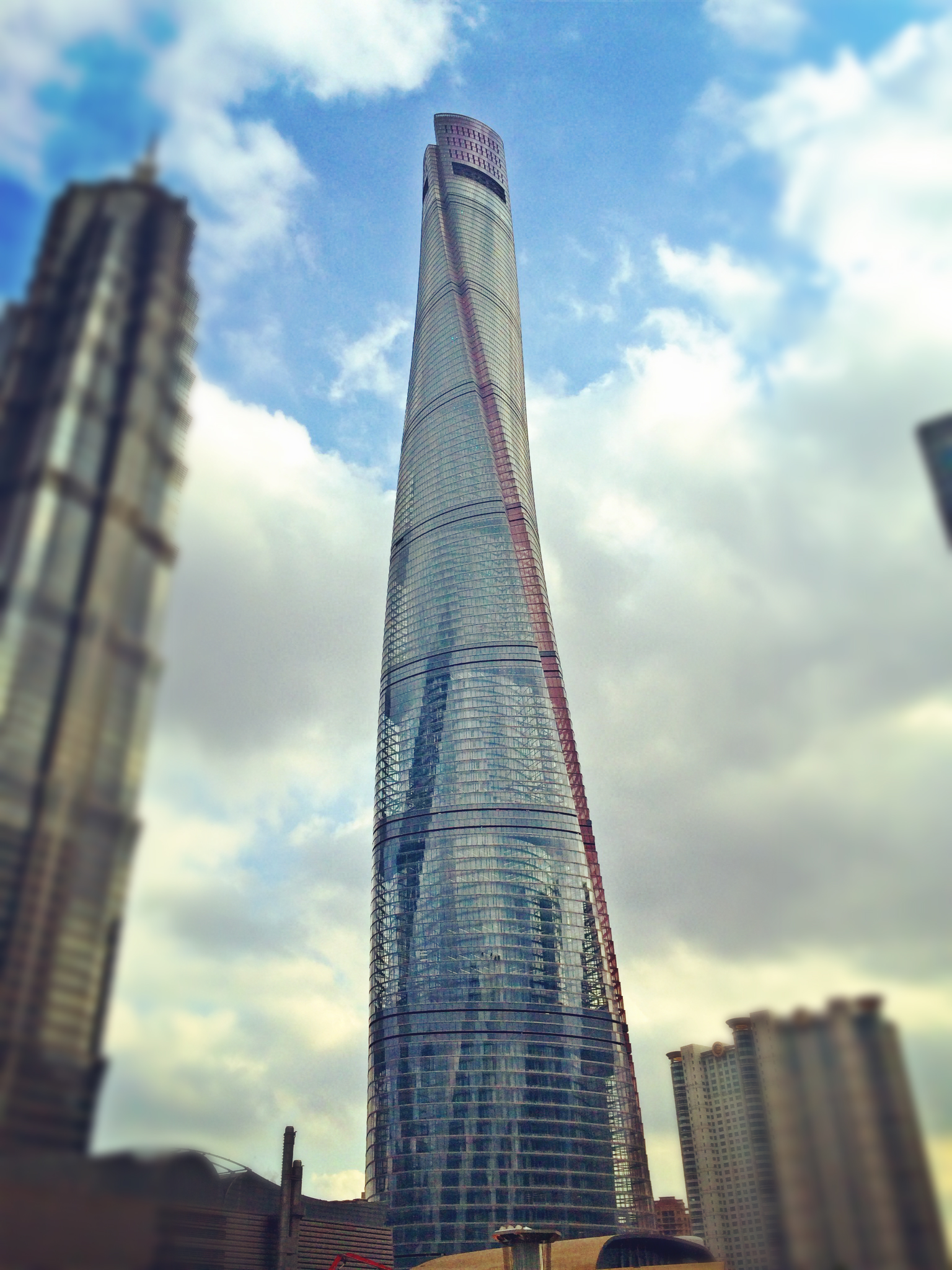
上海中心　(Shanghai)
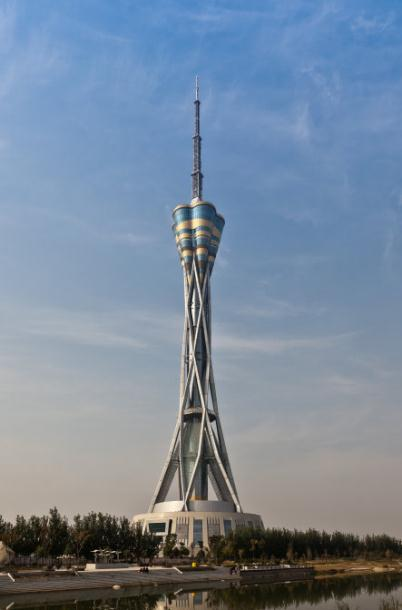
中原福塔 （中国鄭州市の電波塔）
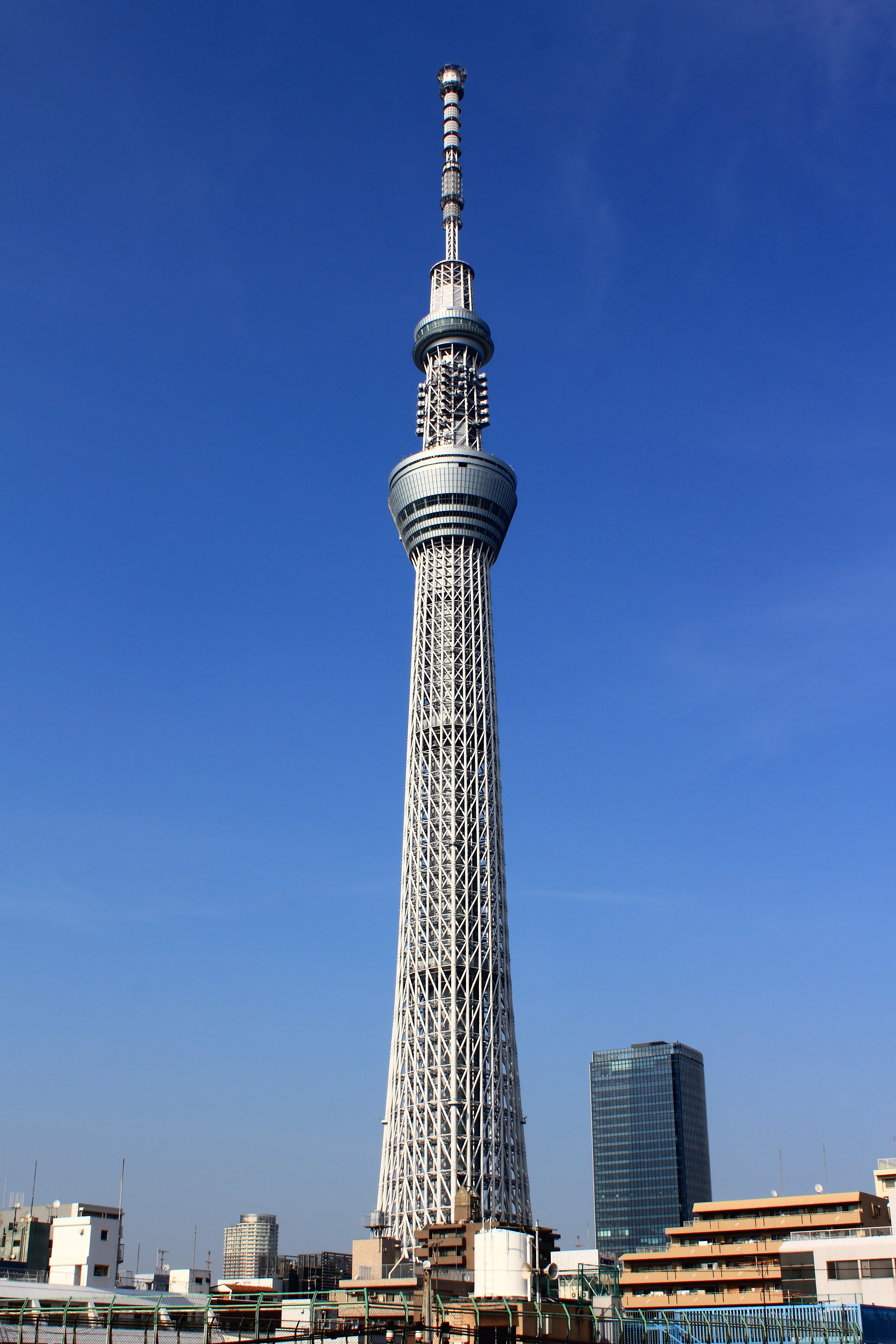
東京スカイツリー

その他の建築物
- ルーヴル・アブダビ（アブダビ、美術館）
- アップル・パーク（カリフォルニア州、オフィス）
- メルセデス・ベンツ・スタジアム（アトランタ、ドーム型スタジアム）
- アマーバッケ（コペンハーゲン、サーマルリサイクル施設兼スキー場）

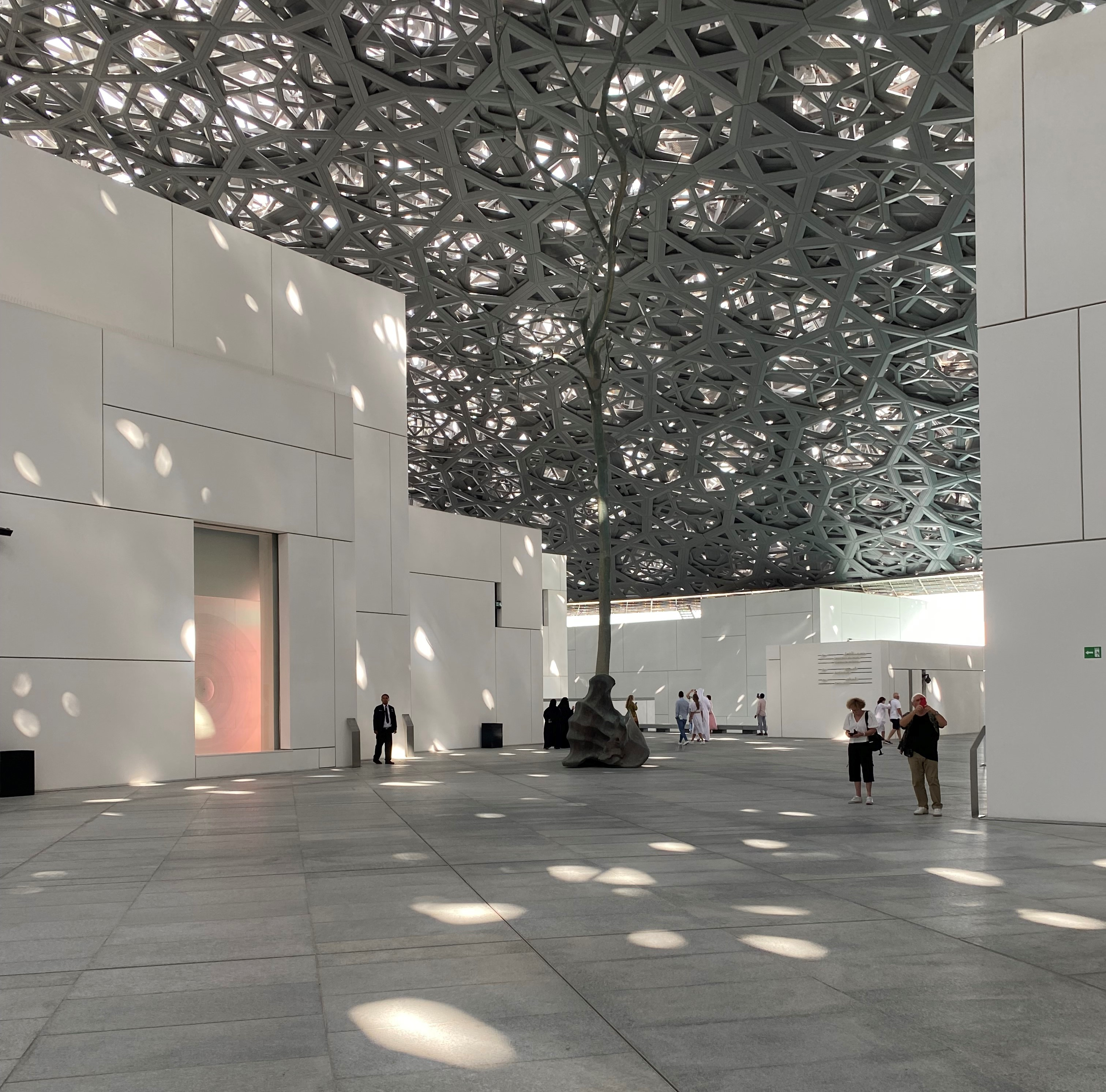
ルーヴル・アブダビ
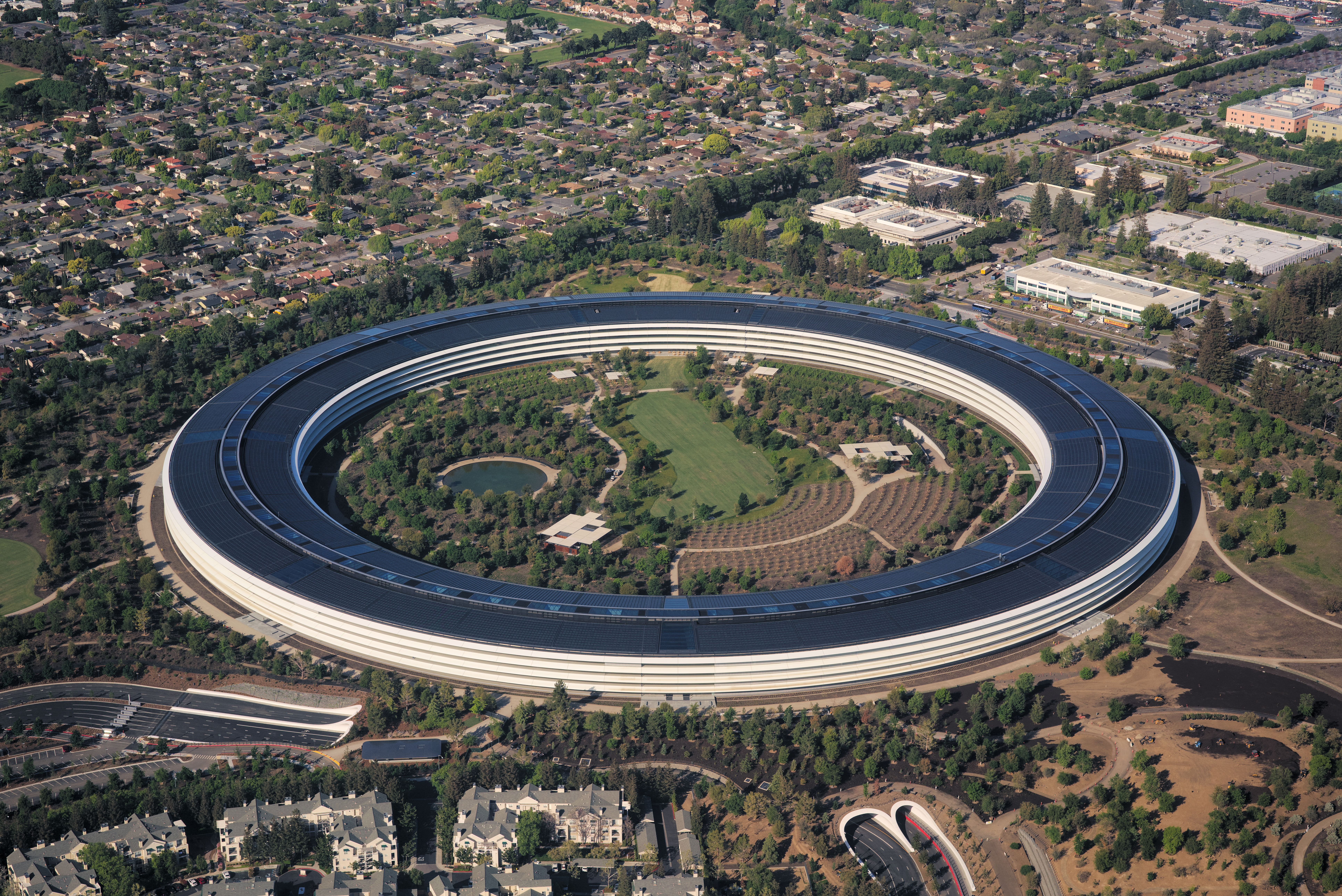
アップル・パーク
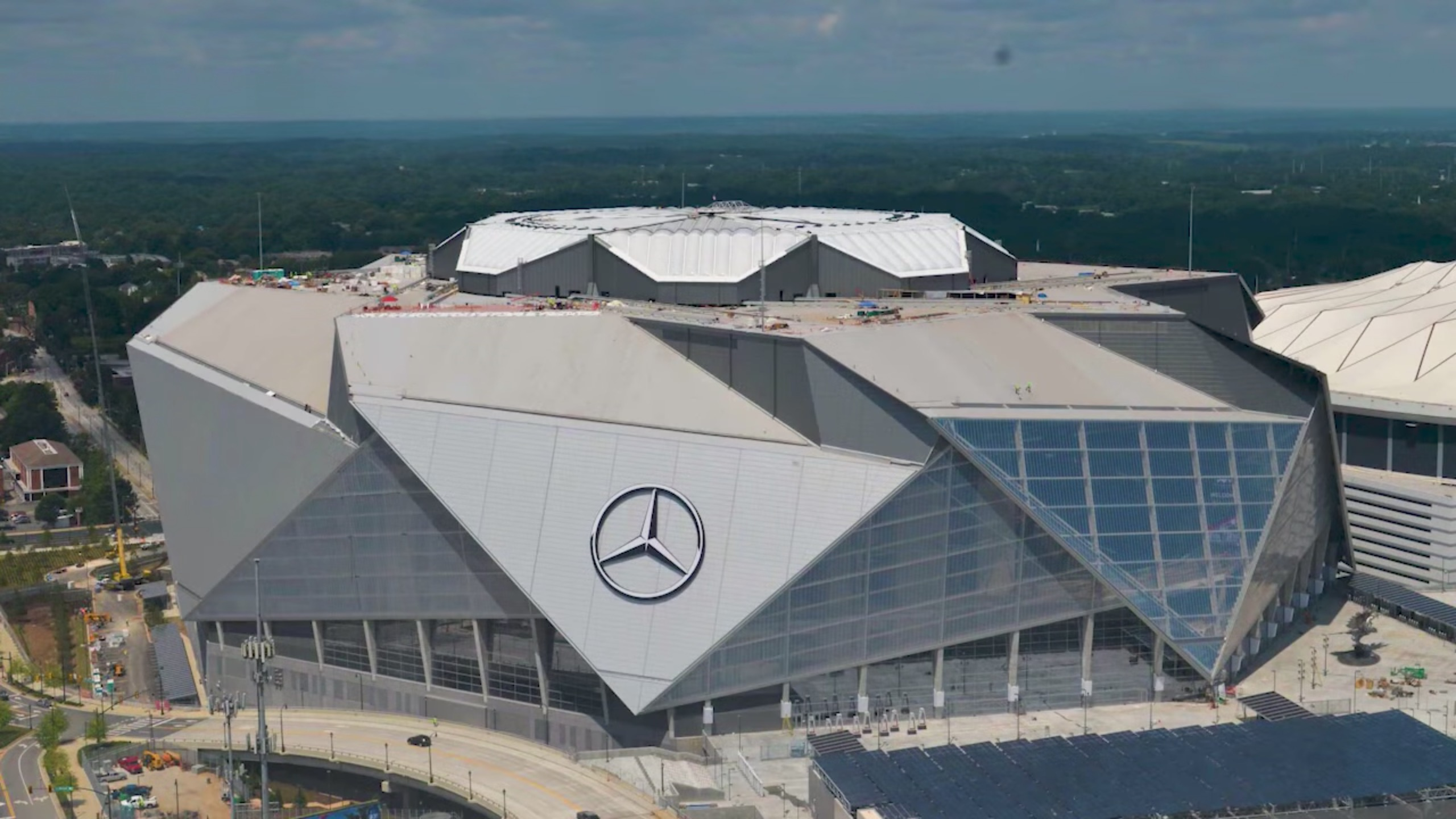
メルセデス・ベンツ・スタジアム
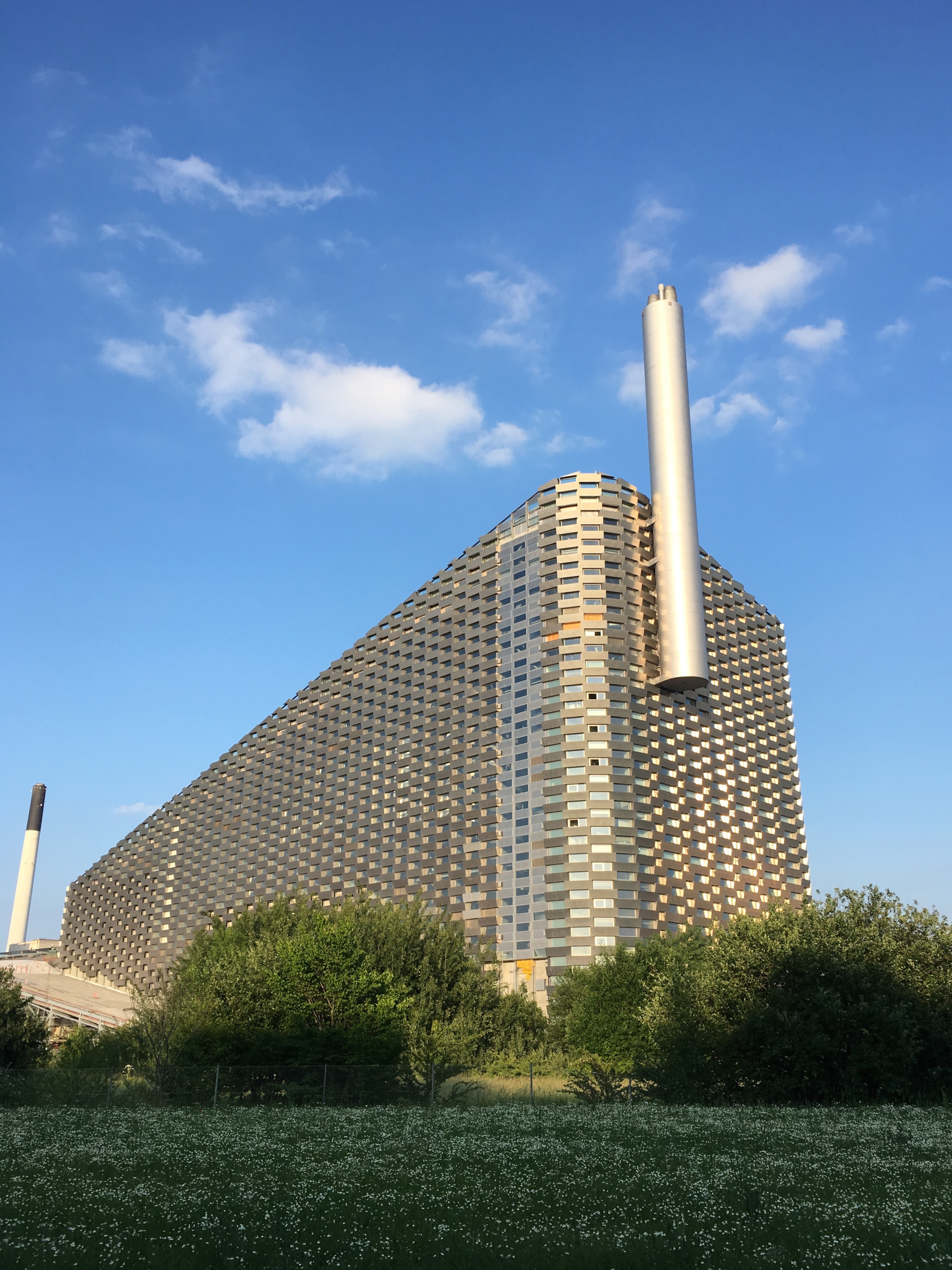
アマーバッケ

## 人物

### アメリカ合衆国とヨーロッパ

#### 政治
- フランシスコ（1936年 - 2025年）
- ジョー・バイデン（1942年 - ）
- ドナルド・トランプ（1946年 - ）
- アンゲラ・メルケル（1954年 - ）
- フランソワ・オランド（1954年 - ）
- テリーザ・メイ（1956年  - ）
- マイク・ペンス（1959年 - ）
- バラク・オバマ（1961年 - ）
- デーヴィッド・キャメロン（1966年 - ）
- マッテオ・レンツィ（1975年 - ）
- エマニュエル・マクロン（1977年 - ）

#### 文学
- カズオ・イシグロ（1954年 - ）

#### 芸術
- バンクシー（生年月日未公表）

#### 映画とエンターテイナー
- ジョニー・デップ（1963年 - ）
- ブラット・ピット（1963年 - ）
- レイ・スティーヴンソン（1964年 - 2023年）
- ロバート・ダウニー・ジュニア（1965年 - ）
- ウィル・スミス（1968年 - ）
- クリス・プラット（1979年 - ）
- クリス・エヴァンス（1981年 - ）
- クリス・ヘムズワース（1983年 - ）
- エマ・ストーン（1988年 - ）
- エマ・ワトソン（1990年 - ）
- ジェニファー・ローレンス（1990年 - ）
- セレーナ・ゴメス（1992年 - ）

#### 音楽
- ブルーノ・マーズ（1985年 - ）
- テイラー・スウィフト（1989年 - ）
- エド・シーラン（1991年 - ）
- アリアナ・グランデ（1993年 - ）
- ジャスティン・ビーバー（1994年 - ）
- オースティン・マホーン（1996年 - ）

#### 科学と技術
- ティム・クック（1960年 - ）
- ジェフ・ベゾス（1964年 - ）
- ピーター・ティール（1967年 - ）
- イーロン・マスク（1971年 - ）
- エヴァン・ウィリアムズ（1972年 - ）
- ジャック・ドーシー（1976年 - ）
- マーク・ザッカーバーグ（1984年 - ）

### ロシアと東ヨーロッパ
- ヴィクトル・ヤヌコーヴィチ（1950年 - ）
- ウラジーミル・プーチン（1952年 - ）
- セルゲイ・ショイグ（1955年 - ）
- ワレリー・ゲラシモフ（1955年 - ）
- ドミートリー・メドヴェージェフ（1965年 - ）
- ペトロ・ポロシェンコ（1965年 - ）
- ミヘイル・サアカシュヴィリ（1967年 - ）
- ウォロディミル・ゼレンスキー（1978年 - ）

### ラテンアメリカ
- ラウル・カストロ（1931年 - ）
- ホセ・ムヒカ（1935年 - 2025年）
- ニコラス・マドゥロ（1962年 - ）

### サハラ以南のアフリカ
- ジェイコブ・ズマ（1942年 - ）
- シリル・ラマポーザ（1952年 - ）

### 中央・西アジア
- ムアンマル・アル＝カッザーフィー（1942年 - 2011年）
- アイマン・ザワーヒリー（1951年 - 2022年）
- バッシャール・アル＝アサド（1965年 - ）
- ムハンマド・ビン・サルマーン（1985年 - ）

### 東南アジア
- マハティール・ビン・モハマド（1925年 - ）
- ロドリゴ・ドゥテルテ（1945年 - ）
- アウンサンスーチー（1945年 - ）
- ベニグノ・アキノ3世（1960年 - 2021年）

### 中国
- 温家宝（1942年 - ）
- 胡錦濤（1942年 - ）
- 王岐山（1948年 - ）
- 李源潮（1952年 - ）
- 習近平（1953年 - ）
- 李克強（1955年 - 2023年）
- 李強（1959年 - ）
- 丁薛祥（1962年 - ）
- 胡春華（1963年 - ）

### 台湾
- 馬英九（1950年 - ）
- 蔡英文（1956年 - ）

### 韓国
- 朴槿恵（1952年 - ）
- 文在寅（1953年 - ）

#### 映画とエンターテイナー
- ポン・ジュノ（1969年 - ）